# Władysław Miernicki

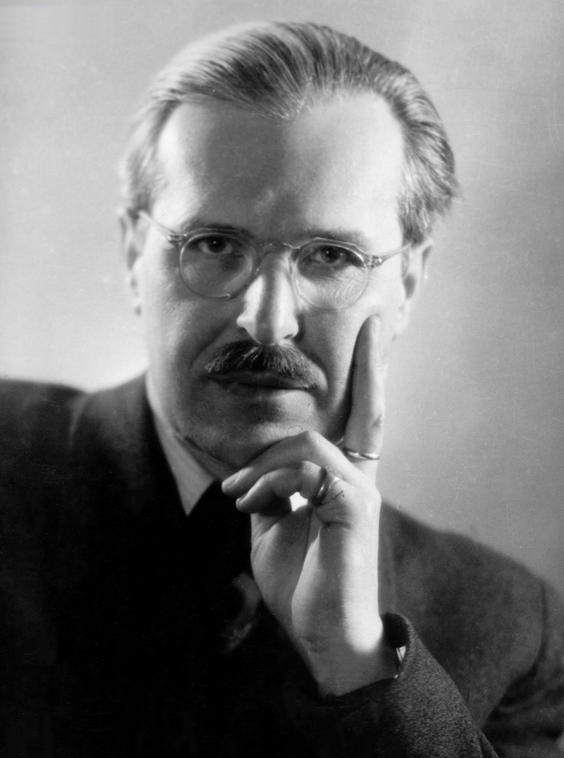
Władysław Jan Grabski; Foto: Władysław Miernicki

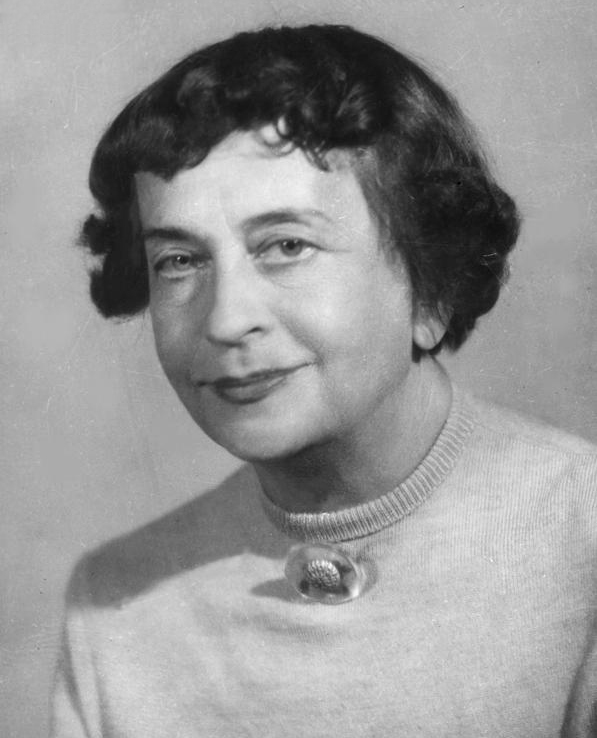
Magdalena Samozwaniec; Foto: Władysław Miernicki

Władysław Miernicki (ur. 24 maja 1894 w Noskowie, zm. 1987) – polski artysta fotograf, portrecista. Członek rzeczywisty Związku Polskich Artystów Fotografików. Członek założyciel Cechu Fotografów Warszawskich. Członek Zarządu Cechu Rzemiosł Różnych w Warszawie. Wieloletni przewodniczący Cechu Fotografów i Introligatorów m.st. Warszawy.

## Życiorys
Urodził się 24 maja 1894 w Noskowie, w rodzinie Stanisława i Apolonii z Wodzickich. Ukończył gimnazjum w Noskowie. Uczęszczał do szkoły handlowej. W czasie późniejszym podjął pracę czeladnika w zakładzie fotograficznym Beniamina Jędryki w Kaliszu oraz (od 1912) Karola Buchcara w Warszawie (w 1918 roku został dzierżawcą ww. zakładu). Związany z warszawskim środowiskiem fotograficznym, aktywnie uczestniczył w zorganizowanym ruchu fotograficznym miasta Warszawy. Miejsce szczególne w jego twórczości zajmowała fotografia portretowa oraz fotografia użytkowa. Po zakończeniu I wojny światowej podjął pracę w zakładzie fotograficznym Studio (w czasie późniejszym został współwłaścicielem ww. zakładu). W 1920 ochotniczo służył w Wojsku Polskim. 26 marca 1931 ożenił się z Barbarą Lubczyńską.
Po II wojnie światowej otworzył tymczasową pracownię fotograficzną przy ulicy Marszałkowskiej – nieco później otworzył własny zakład fotograficzny na placu Trzech Krzyży.
Władysław Miernicki aktywnie uczestniczył w pracy na rzecz warszawskiej fotografii rzemieślniczej. W 1945 roku był inicjatorem i współzałożycielem Cechu Fotografów Warszawskich. W 1950 roku został odznaczony – za zasługi dla rozwoju Cechu Fotografów. W 1956 roku został wybrany członkiem Zarządu Cechu Rzemiosł Różnych w Warszawie, gdzie współtworzył Sekcję Fotografów. W 1957 roku, po odłączeniu Sekcji Fotografów od warszawskiego Cechu Rzemiosł Różnych – został przewodniczącym (starszym cechu) nowo powstałego Cechu Fotografów i Introligatorów m.st. Warszawy (ponownie wybrany w 1959 roku).
Władysław Miernicki aktywnie uczestniczył w wystawach fotograficznych, w dużej części organizowanych staraniem warszawskiego środowiska fotograficznego, rzemieślniczego (m.in. w wystawie fotograficznej prezentującej zaangażowanie rzemieślników przy odbudowie Warszawy – 1950, w wystawie Praca i osiągnięcia rzemiosła polskiego na przestrzeni 10 lat Polski Ludowej – 1955, w wystawie 30-lecie Izby Rzemieślniczej w Warszawie – 1959).
W 1949 roku został przyjęty w poczet członków rzeczywistych ówczesnego Polskiego Związku Artystów Fotografów – późniejszego (od 1952 roku) Związku Polskich Artystów Fotografików. Przed obiektywem Władysława Miernickiego gościło wiele wybitnych osobistości ze świata kultury i polityki – takich jak (m.in.) Tadeusz Bereza, Ernest Bryll, Stanisław Dygat, Wojciech Kossak, Marian Spychalski, Karol Szymanowski, Edward Rydz-Śmigły i wielu innych.
Fotografie Władysława Miernickiego znajdują się m.in. w zbiorach Muzeum Historii Fotografii im. Walerego Rzewuskiego w Krakowie oraz w zbiorach Narodowego Archiwum Cyfrowego.